# Dariusz Ryczkowski
 Dariusz Karol Ryczkowski – generał dywizji Wojska Polskiego, szef Inspektoratu Wsparcia Sił Zbrojnych, zastępca dowódcy Połączonego Dowództwa Wsparcia (Joint Support and Enabling Command, JSEC), od 1 czerwca 2021 zastępca dowódcy Połączonego Dowództwa Wsparcia (Joint Support and Enabling Command, JSEC).

## Życiorys
Absolwent Liceum Lotniczego w Dęblinie (1990). 

### Przebieg służby wojskowej
W latach 1990–1995 studiował w Wojskowej Akademii Technicznej w Warszawie na Wydziale Inżynierii, Chemii i Fizyki Technicznej, gdzie uzyskał tytuł magistra inżyniera budownictwa. W 1994 był promowany na pierwszy stopień oficerski podporucznika. Zawodową służbę wojskową rozpoczął w 1995 w 16 batalionie budowy lotnisk w Jarocinie, w którym zajmował stanowiska techniczne i wykonywał zadania związane z modernizacją infrastruktury lotniska. Jednocześnie podjął w WAT i ukończył studia podyplomowe z modernizacji i odbudowy lotnisk. W latach 2001–2010 był starszym specjalistą w Oddziale Infrastruktury Wojskowej i Ochrony Środowiska Dowództwa Sił Powietrznych, gdzie zajmował się infrastrukturą wojskową w jednostkach Sił Powietrznych, m.in. w przystosowywaniu lotnisk w Poznaniu-Krzesinach, Łasku, Powidzu i Dęblinie do eksploatacji samolotów typu F-16, C-130 Hercules i M-346 Bielik. 
W latach 2007–2010 ukończył kursy doskonalące w dziedzinie: uprawnień do sprawowania samodzielnych funkcji w budownictwie bez ograniczeń (2007); resortowych dokumentów normalizacyjnych (2008); doskonalenia językowego w zakresie języka angielskiego na poziomie trzecim (2010). W latach 2010–2012 pełnił służbę w Inspektoracie Wsparcia Sił Zbrojnych w Bydgoszczy, gdzie był szefem między innymi Oddziału Infrastruktury. Od listopada 2012 w stopniu pułkownika sprawował funkcję dyrektora Departamentu Infrastruktury MON. Absolwent Akademii Sztuki Wojennej z 2017 w zakresie podyplomowych studiów polityki obronnej. 
15 sierpnia 2018 postanowieniem prezydenta Rzeczypospolitej Polskiej z 1 sierpnia 2018 awansowany na stopień generała brygady. Akt mianowania odebrał z rąk prezydenta Rzeczypospolitej Polskiej Andrzeja Dudy. 
Z dniem 1 lipca 2019 został wyznaczony na szefa Inspektoratu Wsparcia SZ. 12 listopada 2019 postanowieniem prezydenta RP z dnia 7 listopada 2019 został nominowany na stopień generała dywizji. Akt mianowania wręczył mu prezydent RP Andrzej Duda w Pałacu Prezydenckim. 1 kwietnia 2021 przeszedł do rezerwy kadrowej. 1 czerwca 2021 został desygnowany na stanowisko zastępcy dowódcy Połączonego Dowództwa Wsparcia (Joint Support and Enabling Command, JSEC) w Ulm. 

## Awanse
- podporucznik – 1994

(...)
- generał brygady – 15 sierpnia 2018[6]
- generał dywizji – 12 listopada 2019[8]

## Ordery, odznaczenia i wyróżnienia
- Srebrny Krzyż Zasługi – 2017[12][13]
- Wojskowy Krzyż Zasługi – 2014[14]
- Odznaka pamiątkowa Inspektoratu Wsparcia Sił Zbrojnych – 2019 (ex officio)
- Odznaka Skoczka Spadochronowego Wojsk Lotniczych

i inne